# PopMatters
PopMatters — міжнародний електронний журнал, що охоплює багато аспектів сучасної популярної культури. PopMatters публікує огляди, інтерв'ю, а також докладні нариси про найважливіші явища таких областей, як музика, телебачення, кінофільми, книги, відеоігри, комікси, спорт, театр, образотворче мистецтво, подорожі і Інтернет.

## Історія
Сайт був заснований Сарою Запко (англ. Sarah Zupko), вже після створення нею PopCultures.com, академічного ресурсу, присвяченого культурним дослідженням. PopMatters був запущений восени 1999 року як сестринський сайт, що містить оригінальні есе, рецензії та критику різних медіа-продуктів. З плином часу сайт зріс з щотижневого списку публікацій до формату журналу «п'ять днів на тиждень». Восени 2005 року щомісячне число читачів перевищило 1 мільйон.
З 2006 року PopMatters співпрацює з McClatchy-Tribune Information Services (MCTIS).
PopMatters опублікував чотири книги за допомогою видавництв Counterpoint/Soft Skull:
- «China Underground» by Zachary Mexico
- «Apocalypse Jukebox: The End of the World in American Popular Music» by Edward Whitelock and David Janssen
- «Rebels Wit Attitude: Subversive Rock Humorists» by Iain Ellis
- «The Solitary Vice: Against Reading» by Mikita Brottman